# Zentralamerikaspiele
Die Zentralamerikanischen Spiele (span.: Juegos Deportivos Centroamericanos) sind eine regionale Multisportveranstaltung, die seit 1973 alle vier Jahre, meist im Jahr nach den Olympischen Spielen, stattfindet. Teilnahmeberechtigt sind Nationen Mittelamerikas, die Mitglied der Zentralamerikanischen Sportorganisation (span.: Organización Deportiva Centroamericana) ORDECA sind. Dies sind Guatemala, Honduras, Costa Rica, Nicaragua, Panama, El Salvador und seit 1990 Belize.
Die Spiele besitzen ein Äquivalent zur Olympischen Flamme, welche in Q'umarkaj, einer der wichtigsten Maya-Kultstätten Mittelamerikas, entzündet wird. Kritik wird den Zentralamerikanischen Spielen entgegengebracht, da sie keine der traditionellen mittelamerikanischen Sportarten wie z. B. das Mesoamerikanische Ballspiel beinhalten.
Die Zentralamerikanischen Spiele sind die zweite Veranstaltung dieses Namens: Die Zentralamerika- und Karibikspiele, eingeführt 1926, firmierten bis zu ihrer Expansion 1935 unter demselben Namen.

## Austragungsorte
| Jahr | Spiele | Austragungsort  | Austragungsort | Dauer                      | Länder | Sportarten   | Athleten |
| ---- | ------ | --------------- | -------------- | -------------------------- | ------ | ------------ | -------- |
| 1973 | I.     | Guatemala       | Guatemala      | 24. November – 2. Dezember | 6      | 16           | 966      |
| 1973 | I.     | Guatemala-Stadt | Guatemala      | 24. November – 2. Dezember | 6      | 16           | 966      |
| 1977 | II.    | El Salvador     | El Salvador    | 25. November – 4. Dezember | 5      | 18           | 1282     |
| 1977 | II.    | San Salvador    | El Salvador    | 25. November – 4. Dezember | 5      | 18           | 1282     |
| 1986 | III.   | Guatemala       | Guatemala      | 4. Januar – 10. Januar     | 5      | 20 + 3 Demo. | 1320     |
| 1986 | III.   | Guatemala-Stadt | Guatemala      | 4. Januar – 10. Januar     | 5      | 20 + 3 Demo. | 1320     |
| 1990 | IV.    | Honduras        | Honduras       | 5. Januar – 14. Januar     | 6      | 22 + 1 Demo. | 2082     |
| 1990 | IV.    | Tegucigalpa     | Honduras       | 5. Januar – 14. Januar     | 6      | 22 + 1 Demo. | 2082     |
| 1994 | V.     | El Salvador     | El Salvador    | 25. November – 1. Dezember | 7      | 27           | 2112     |
| 1994 | V.     | San Salvador    | El Salvador    | 25. November – 1. Dezember | 7      | 27           | 2112     |
| 1997 | VI.    | Honduras        | Honduras       | 5. Dezember – 15. Dezember | 7      | 25 + 1 Demo. | 2290     |
| 1997 | VI.    | San Pedro Sula  | Honduras       | 5. Dezember – 15. Dezember | 7      | 25 + 1 Demo. | 2290     |
| 2001 | VII.   | Guatemala       | Guatemala      | 22. November – 3. Dezember | 7      | 29 + 1 Demo. | 2182     |
| 2001 | VII.   | Guatemala-Stadt | Guatemala      | 22. November – 3. Dezember | 7      | 29 + 1 Demo. | 2182     |
| 2006 | VIII.  | Nicaragua       | Nicaragua      | 2. März – 12. März         | 6      | 19           | 1095     |
| 2006 | VIII.  | Managua         | Nicaragua      | 2. März – 12. März         | 6      | 19           | 1095     |
| 2010 | IX.    | Panama          | Panama         | 9. April – 19. April       | 6      | 23           | 1.739    |
| 2010 | IX.    | Panama-Stadt    | Panama         | 9. April – 19. April       | 6      | 23           | 1.739    |
| 2013 | X.     | Costa Rica      | Costa Rica     | 3. März – 17. März         | 7      | 26 + 3 Demo. | 2738     |
| 2013 | X.     | San José        | Costa Rica     | 3. März – 17. März         | 7      | 26 + 3 Demo. | 2738     |
| 2017 | XI.    | Nicaragua       | Nicaragua      | 3. Dezember – 17. Dezember | 7      | 27 + 1 Demo. | 3500     |
| 2017 | XI.    | Managua         | Nicaragua      | 3. Dezember – 17. Dezember | 7      | 27 + 1 Demo. | 3500     |